# 알프레도 오르투뇨
알프레도 오르투뇨 마르티네스(스페인어: Alfredo Ortuño Martínez, 1991년 1월 21일 ~ )는 스페인의 축구 선수이다. 현재 스페인 세군다 디비시온의 FC 카르타헤나에서 활약하고 있다.